# Petronsaari (ö i Norra Savolax, Varkaus, lat 62,57, long 27,79)
Petronsaari är en ö i Finland. Den ligger i sjön Kallavesi och i sjön Kallavesi och i  kommunen Leppävirta i den ekonomiska regionen  Varkaus ekonomiska region  och landskapet Norra Savolax, i den centrala delen av landet, 300 km nordost om huvudstaden Helsingfors. Öns area är 41,4 hektar och dess största längd är 1,5 kilometer i nord-sydlig riktning.